# Artur Gafner
Artur Gafner (kasachisch Артур Гафнер; * 13. Juli 1998) ist ein kasachischer Leichtathlet, der sich auf den Speerwurf spezialisiert hat, aber auch im Kugelstoßen an den Start geht.

## Sportliche Laufbahn
Erste internationale Erfahrungen sammelte Artur Gafner im Jahr 2016, als er bei den Juniorenasienmeisterschaften in der Ho-Chi-Minh-Stadt mit einer Weite von 65,23 m den achten Platz im Speerwurf belegte. Im Jahr darauf gelangte er bei den Asienmeisterschaften in Bhubaneswar mit 63,59 m auf Rang 15 und 2022 siegte er mit 67,44 m beim Qosanov Memorial. 2023 startete er im Kugelstoßen bei den Hallenasienmeisterschaften in Astana und belegte dort mit 14,44 m den siebten Platz. Im Juli siegte er mit 73,80 m im Speerwurf beim Qosanov Memorial und belegte anschließend bei den Asienmeisterschaften in Bangkok mit 71,89 m den sechsten Platz. 2025 verpasste er bei den Asienmeisterschaften in Gumi mit 72,66 m den Finaleinzug.
In den Jahren von 2016 bis 2019 sowie von 2021 bis 2024 wurde Gafner kasachischer Meister im Speerwurf.

## Persönliche Bestleistungen
- Kugelstoßen 15,19 m, 18. Januar 2020 in Öskemen
- Speerwurf: 74,69 m, 15. Juni 2024 in Mokpo